# Aguila Salah Issa
Aguila Salah Issa (arabe : عقيلة صالح عيسى), né en 1944 à Al Qubba, est un homme d'État libyen. Il est président de la Chambre des représentants depuis le 5 août 2014 et, à ce titre, chef de l'État de transition jusqu'au 10 mars 2021, reconnu internationalement jusqu'au 12 mars 2016.

## Biographie
Juriste de formation, Aguila Salah Issa est élu député d'al-Qoba lors des législatives du 25 juin 2014. Le 5 août suivant, il est élu, face à Abou Bakr Baïra, président de la Chambre des représentants lors de la séance inaugurale de celle-ci à Tobrouk, ville où elle s'installe,. Le 6 novembre suivant, la Cour suprême invalide l'élection du Parlement. À partir de cette date, la légitimité de la Chambre et, partant, de son président, est contestée par le Congrès général national et son gouvernement siégeant à Tripoli. Cependant, le parlement et le gouvernement de Tobrouk demeurent les seuls reconnus par la communauté internationale jusqu'en mars 2016.
À partir d'avril 2016, il est avec Nouri Bousahmein et Khalifa al-Ghowel, visé par des sanctions de l'Union européenne. Il est retiré de la liste en 2021.
Il est candidat à l'élection présidentielle libyenne de 2021.